# Dwarahat
Dwarahat is een nagar panchayat (plaats) in het district Almora van de Indiase staat Uttarakhand. 

## Demografie
Volgens de Indiase volkstelling van 2001 wonen er 2.543 mensen in Dwarahat, waarvan 53% mannelijk en 47% vrouwelijk is. De plaats heeft een alfabetiseringsgraad van 82%. 